# Achot III d'Arménie
Pour les articles homonymes, voir Achot.
Achot III (en arménien Աշոտ Գ) ou Achot Voghormadz (Աշոտ Ողորմած, « Achot le Miséricordieux » ; mort en 977) est un membre de la famille arménienne des Bagratides, qui est roi d'Arménie de 951 à 977.

## Biographie
Fils d'Abas, roi d'Arménie, il déplace dès son avènement la capitale de ses États de Kars à Ani, ville qu'il embellit au cours de son règne. Une des erreurs de son règne est de céder la province de Vanand et la ville de Kars à son frère Mouchel avec le titre royal. Cette coexistence de deux royaumes bagratides est la principale cause du déclin de l'Arménie. Malgré ce déclin politique, cette période est un âge d'or de la civilisation arménienne.
Le royaume de Vaspourakan, dans l'Arménie méridionale, est également en proie à la division et l'insécurité due aux incursions musulmanes, et le patriarche Anania de Moks préfère s'installer dans l'Arménie du nord, à Arkina. Son successeur, Vahan de Siounie, entreprend d'aplanir le différend confessionnel entre Constantinople et l'Arménie, mais il n'est pas suivi par le clergé arménien qui le dépose.
Durant son règne, les frères Bagrat III et Grigor II Bagratouni, princes du Taron, cèdent leur domaine à l'Empire byzantin, en échange de domaines et de charges byzantines. Ce legs apporte à l'empire une base en plein cœur de l'Arménie, et l'empereur Jean Ier Tzimiskès vient faire une visite de l'Arménie en 972, à la tête d'une importante armée. Tous les rois et princes arméniens se liguent contre l'empereur, qui, impressionné par la démonstration de force, interrompt sa visite.

## Postérité
Il meurt en 977, laissant de son épouse Khosrovanoush (morte en 981) :
- Smbat II († 989), roi d'Arménie ;
- Gagik Ier († 1020), roi d'Arménie ;
- Gourgen Ier († 989), prince de Tachir, puis roi d'Albanie du Caucase.